# 1738 w literaturze
Wydarzenia literackie w 1738 roku.

## nowe książki
- Richard Glover Leonidas
- Stanisław Leszczyński – Głos wolny wolność ubezpieczający